# Audición de fondo
Término acuñado por Barry Truax en su libro Comunicación Acústica (2001). La audición de fondo (background listening) determina  un nivel de percepción, atención, que se produce cuando una persona "oye" un sonido que está presente, pero no lo "escucha", es decir, no le presta atención aún sabiendo que está ahí.
- Datos: Q6390757